# US Open 1982
Die 102. US Open 1982 waren ein Tennis-Hartplatzturnier der Klasse Grand Slam, das von der ITF veranstaltet wurde. Es fand vom 31. August bis 12. September 1982 in Flushing Meadow, New York, Vereinigte Staaten statt.
Titelverteidiger im Einzel waren John McEnroe bei den Herren sowie Tracy Austin bei den Damen. Im Herrendoppel waren Peter Fleming und John McEnroe, im Damendoppel Anne Smith und Kathy Jordan und im Mixed Anne Smith und Kevin Curren  die Titelverteidiger.

## Herreneinzel

### Setzliste
| Nr. | Spieler          | Erreichte Runde |
| --- | ---------------- | --------------- |
| 01. | John McEnroe     | Halbfinale      |
| 02. | Jimmy Connors    | Sieg            |
| 03. | Ivan Lendl       | Finale          |
| 04. | Guillermo Vilas  | Halbfinale      |
| 05. | Vitas Gerulaitis | 1. Runde        |
| 06. | Gene Mayer       | Viertelfinale   |
| 07. | José Luis Clerc  | 1. Runde        |
| 08. | Eliot Teltscher  | Achtelfinale    |

| Nr. | Spieler        | Erreichte Runde |
| --- | -------------- | --------------- |
| 09. | Yannick Noah   | Achtelfinale    |
| 10. | Johan Kriek    | 3. Runde        |
| 11. | Mats Wilander  | Achtelfinale    |
| 12. | Steve Denton   | Achtelfinale    |
| 13. | Mark Edmondson | 2. Runde        |
| 14. | Brian Teacher  | 2. Runde        |
| 15. | Raúl Ramírez   | 2. Runde        |
| 16. | Roscoe Tanner  | 2. Runde        |

## Dameneinzel

### Setzliste
| Nr. | Spielerin           | Erreichte Runde |
| --- | ------------------- | --------------- |
| 01. | Martina Navratilova | Viertelfinale   |
| 02. | Chris Evert-Lloyd   | Sieg            |
| 03. | Tracy Austin        | Viertelfinale   |
| 04. | Andrea Jaeger       | Halbfinale      |
| 05. | Hana Mandlíková     | Finale          |
| 06. | Wendy Turnbull      | Achtelfinale    |
| 07. | Pam Shriver         | Halbfinale      |
| 08. |                     |                 |

| Nr. | Spielerin        | Erreichte Runde |
| --- | ---------------- | --------------- |
| 09. | Bettina Bunge    | 3. Runde        |
| 10. | Barbara Potter   | 2. Runde        |
| 11. | Mima Jaušovec    | 2. Runde        |
| 12. | Billie Jean King | 1. Runde        |
| 13. | Kathy Rinaldi    | Achtelfinale    |
| 14. | Virginia Ruzici  | Achtelfinale    |
| 15. | Andrea Leand     | Achtelfinale    |
| 16. | Zina Garrison    | Achtelfinale    |

## Herrendoppel

### Setzliste
| Nr. | Paarung                       | Erreichte Runde |
| --- | ----------------------------- | --------------- |
| 01. | Peter Fleming John McEnroe    | Viertelfinale   |
| 02. | Sherwood Stewart Ferdi Taygan | 2. Runde        |
| 03. | Kevin Curren Steve Denton     | Sieg            |
| 04. | Mark Edmondson Kim Warwick    | Viertelfinale   |
| 05. | Victor Amaya Hank Pfister     | Finale          |
| 06. | Heinz Günthardt Cássio Motta  | 1. Runde        |
| 07. | Brian Gottfried Raúl Ramírez  | Halbfinale      |
| 08. | Tim Gullikson Tom Gullikson   | Halbfinale      |

| Nr. | Paarung                        | Erreichte Runde |
| --- | ------------------------------ | --------------- |
| 09. | Chris Lewis Paul McNamee       | 1. Runde        |
| 10. | Fritz Buehning Johan Kriek     | Achtelfinale    |
| 11. | Bob Lutz Stan Smith            | 1. Runde        |
| 12. | Wojciech Fibak John Fitzgerald | Achtelfinale    |
| 13. | Steve Meister Craig Wittus     | Achtelfinale    |
| 14. | Andy Andrews John Sadri        | 1. Runde        |
| 15. | Tim Mayotte Tim Wilkison       | 1. Runde        |
| 16. | John Lloyd Dick Stockton       | 1. Runde        |

## Damendoppel

### Setzliste
| Nr. | Paarung                            | Erreichte Runde |
| --- | ---------------------------------- | --------------- |
| 01. | Martina Navratilova Pam Shriver    | Halbfinale      |
| 02. | Kathy Jordan Anne Smith            | Viertelfinale   |
| 03. | Rosie Casals Wendy Turnbull        | Sieg            |
| 04. |                                    |                 |
| 05. | Barbara Potter Sharon Walsh        | Finale          |
| 06. | JoAnne Russell Virginia Ruzici     | Viertelfinale   |
| 07. | Leslie Allen Mima Jaušovec         | Achtelfinale    |
| 08. | Bettina Bunge Claudia Kohde-Kilsch | Halbfinale      |

| Nr. | Paarung                            | Erreichte Runde |
| --- | ---------------------------------- | --------------- |
| 09. | Candy Reynolds Paula Smith         | Viertelfinale   |
| 10. | Mary-Lou Piatek Wendy White        | 2. Runde        |
| 11. | Ann Kiyomura Betty Stöve           | Achtelfinale    |
| 12. | Rosalyn Fairbank Ilana Kloss       | 2. Runde        |
| 13. | Hana Mandlíková Helena Suková      | Achtelfinale    |
| 14. | Patricia Medrado Cláudia Monteiro  | 1. Runde        |
| 15. | Chris Evert-Lloyd Billie Jean King | Achtelfinale    |
| 16. | Tanya Harford Virginia Wade        | 1. Runde        |

## Mixed

### Setzliste
| Nr. | Paarung                         | Erreichte Runde |
| --- | ------------------------------- | --------------- |
| 01. | Kevin Curren Anne Smith         | Sieg            |
| 02. | Ferdi Taygan Barbara Potter     | Finale          |
| 03. | Sherwood Stewart Candy Reynolds | Halbfinale      |
| 04. | Steve Denton Joanne Russell     | 1. Runde        |

| Nr. | Paarung                       | Erreichte Runde |
| --- | ----------------------------- | --------------- |
| 05. |                               | Rückzug         |
| 06. | Larry Stefanki Rosie Casals   | 1. Runde        |
| 07. | Tim Gullikson Mary-Lou Piatek | 1. Runde        |
| 08. | Tom Gullikson Pam Teeguarden  | Achtelfinale    |